# Bieniądzice (gromada)
Bieniądzice – dawna gromada, czyli najmniejsza jednostka podziału terytorialnego Polskiej Rzeczypospolitej Ludowej w latach 1954-1972.
Gromady, z gromadzkimi radami narodowymi (GRN) jako organami władzy najniższego stopnia na wsi, funkcjonowały od reformy reorganizującej administrację wiejską przeprowadzonej jesienią 1954 do momentu ich zniesienia z dniem 1 stycznia 1973, tym samym wypierając organizację gminną w latach 1954-1972.
Gromadę Bieniądzice siedzibą GRN w Bieniądzicach utworzono – jako jedną z 8759 gromad na obszarze Polski – w powiecie wieluńskim w woj. łódzkim, na mocy uchwały nr 40/54 WRN w Łodzi z dnia 4 października 1954. W skład jednostki weszły obszary dotychczasowych gromad Bieniądzice, Staw, Niedzielsko, Opojowice i Urbanice ze zniesionej gminy Czarnożyły w tymże powiecie. Dla gromady ustalono 12 członków gromadzkiej rady narodowej.
1 stycznia 1958 z gromady Bieniądzice wyłączono tereny Cukrowni „Wieluń” i tereny byłego majątku Niedzielsko, włączając je do miasta Wieluń.
Gromadę zniesiono 1 stycznia 1959, a jej obszar włączono do gromady Czarnożyły w tymże powiecie.